# Hubert Parry

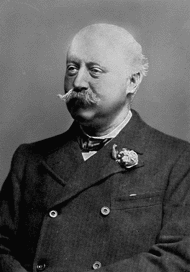
Charles Hubert H. Parry

Sir Charles Hubert Hastings Parry (* 27. Februar 1848 in Bournemouth, Dorset; † 7. Oktober 1918 in Knight’s Croft, Rustington, Sussex) war ein englischer Komponist.

## Leben
Charles Hubert Hastings Parry wurde als zweiter Sohn von Thomas Gabier Parry in eine Familie der englischen Oberschicht geboren, deren Reichtum auf seinen Großvater Thomas Parry zurückging, einen Direktor der East India Company. Seine schulische Bildung erhielt Hubert Parry am Eton College. Bereits in dieser Zeit wurden die Grundlagen seiner musikalischen Ausbildung gelegt – weniger an der Schule selbst als in der benachbarten St George’s Chapel in Windsor, in der Parry von George Elvey in Chormusik unterwiesen wurde. Noch in seiner Schulzeit erhielt Parry den Bachelor für Musik in Oxford.
In den Schulferien studierte er bei Henry Hugo Pierson in Stuttgart; formalen Kompositionsunterricht erhielt er später bei dem seinerzeit erfolgreichen Komponisten William Sterndale Bennett in London. Nach der Schule heiratete er Maude, die Tochter von Sidney und Elizabeth Herbert und Schwester seines Freundes George Herbert, des 13. Earls of Pembroke. Maudes fragiler Gesundheitszustand erforderte mehrere Kuraufenthalte im Ausland und behinderte Parrys Karriere als Komponist in den ersten Jahren stark. Zur Sicherung seines Lebensunterhalts wurde er deshalb Angestellter von Lloyd’s of London.
In London knüpfte er eine Freundschaft zu Edward Dannreuther, einem bekannten Pianisten und Verehrer der Musik Richard Wagners. Dannreuther war es auch, der Parrys erstes großes Werk, das Klavierkonzert in Fis-Dur, 1880 im Crystal Palace uraufführte. Auch wegen seiner ungewöhnlichen Tonart wurde das Werk mit Skepsis aufgenommen. Parry hatte dann jedoch einen größeren Erfolg mit seiner Kantate Prometheus Unbound – basierend auf dem fragmentarischen Versdrama Percy Bysshe Shelleys –, die sein späterer Professorenkollege Sir Charles Villiers Stanford am 7. September desselben Jahres beim Gloucester Festival aus der Taufe hob. In den folgenden Jahren etablierte sich Parry mit Werken wie der Ode Blest Pair of Sirens (1887), der Ode on Saint Cecilia’s Day (1889), Judith (1888) und Job (1892) als einer der führenden englischen Komponisten für Chormusik. Parry komponierte auch fünf große Sinfonien, die sich jedoch mit Ausnahme der Fünften nicht durchsetzen konnten, lange Zeit ungedruckt blieben und bereits zu Lebzeiten Parrys hinter den sehr erfolgreichen Sinfonien von Stanford („Irische Sinfonie“) und Cowen („Skandinavische Sinfonie“) zurückstanden.
Als wichtigste seiner großangelegten, in ihrer Zeit oft aufgeführten Chorwerke gelten heute die „Sinfonia Sacra“ The Soul’s Ransom, untertitelt Ein Psalm für die Armen, vor allem aber die säkulare Kantate The Lotos Eaters nach einem Gedicht des berühmtesten viktorianischen Dichters, Sir Alfred Lord Tennyson aus dem Jahr 1833. Wie seine Symphonien gerieten jedoch auch die Chorwerke Parrys nach seinem Tod zunehmend in Vergessenheit – mit Ausnahme seiner Hymne Jerusalem („And did those feet in ancient time...“) nach einem Gedicht von William Blake, die fester Bestandteil des englischen Konzertrepertoires wurde und sich zu einer jener inoffiziellen Nationalhymnen entwickelte, die gerne alljährlich im patriotischen Ausklang der Proms-Konzerte in London gesungen werden. Die heute verwendete Orchestrierung stammt von Edward Elgar. In der kanadischen Provinz Neufundland und Labrador wird bis heute das Lied Ode to Newfoundland als Regionalhymne verwendet, das Parry 1904 im Auftrag des damaligen Gouverneurs Sir Charles Cavendish Boyle vertonte.
Ende 1882 nahm Parry auf Einladung von Sir George Grove einen Lehrauftrag für Musikgeschichte am neu geschaffenen Royal College of Music an, dessen Direktor er schließlich 1894 wurde und bis zu seinem Tode blieb. Zusammen mit dem dort ebenfalls lehrenden Stanford bereitete Parry an der Schwelle zum 20. Jahrhundert der sogenannten „English Musical Renaissance“ um Ralph Vaughan Williams den Boden, zu deren Vertretern auch Arthur Bliss, John Ireland und Gustav Holst gehören. Mit ihnen erreichte die britische Musik nach einem Jahrhundert der Isolation endlich auch wieder ein internationales Publikum. Ebenfalls 1882 wurde seine Erste Symphonie in Birmingham uraufgeführt.
1900 übernahm Parry zusätzlich die Professur von John Stainer an der Universität von Oxford.

## Rezeption
Parrys eigene Musik ist stark von Bach und Brahms geprägt. Seine späten Werke sind formal sehr experimentell und unkonventionell, wie die sieben Ethischen Kantaten (die Gattungsbezeichnung stammt nicht von Parry), die fünfte Sinfonie (genannt Symphonic Phantasia 1912) oder seine einzige Sinfonische Dichtung From Death to Life. Er hatte damit jedoch nur wenig Erfolg, obwohl beispielsweise Elgar und Vaughan Williams diese Musik sehr schätzten.
Nach Jahrzehnten des Vergessens rückten ab Anfang der 1970er Jahre Neueinspielungen von Parrys Werken dessen kompositorisches Schaffen wieder ins rechte Licht. Insbesondere die Sinfonischen Variationen von 1897 gelten heute gleichrangig mit jenen Antonín Dvořáks und den Haydn-Variationen von Johannes Brahms als hervorragender Beitrag zur Variationskunst in der Orchesterliteratur. Anfang der 1990er wurden schließlich alle fünf Sinfonien Parrys neu aufgenommen – bis dahin lag nur die 5. Sinfonie unter Adrian Boult noch auf Schallplatte vor. Diese Einspielungen erlauben heute ein differenzierteres Bild von Parry, der oberflächlichen Beobachtern (ebenso wie Stanford) lange klischeehaft als Verkörperung eines steifen, rückwärtsgewandten Viktorianismus galt. Desiderate sind Einspielungen der chorsinfonischen Werke, von denen bisher nur eine kleine Auswahl vorgelegt wurde.

## Werke (Auswahl)

### Sinfonien
- Sinfonie Nr. 1 G-Dur (1882)
- Sinfonie Nr. 2 F-Dur, The Cambridge (1883)
- Sinfonie Nr. 3 C-Dur, The English (1889)
- Sinfonie Nr. 4 e-Moll (1889)
- Sinfonie Nr. 5 h-Moll, Symphonische Fantasie 1912 (1912)

### Konzertante Werke
- Konzert für Klavier und Orchester Fis-Dur (1880)

### Orchesterwerke
- Konzertstück g-Moll (1877)
- Overture to an Unwritten Tragedy (1893)
- Lady Radnor’s Suite (für Streichorchester, 1894)
- Elegie für Brahms a-Moll (1897)
- Sinfonische Variationen e-Moll (1897)
- An English Suite (für Streichorchester, 1914–1918)
- From Death to Life – Symphonische Dichtung in zwei verbundenen Sätzen (1914)

### Chorwerke
- Evening Service D-Dur (The Great) (1882)
- Hear My Words, Ye People – für Chor und Orgel, (1894)
- The Lotos Eaters – für Sopran, Chor und Orchester (1902)
- The Soul’s Ransom – Sinfonia Sacra für Sopran, Bass, Chor und Orchester (1906)
- Jerusalem (für Chor und Orgel, 1916) – Fassung für Chor und Orchester, eingerichtet von Edward Elgar
- Songs of Farewell (1916–1918)
- I Was Glad When They Said Unto Me (1902)

## Diskographische Hinweise
- Sinfonien 1–5 (komplett): London Philharmonic Orchestra, Matthias Bamert, Chandos CHAN 9120-22
- Sinfonie Nr. 2 (The Cambridge), Symphonic Variations, Overture to an Unwritten Tragedy: Royal Scottish National Orchestra, Andrew Penny, NAXOS 8.553469
- Klavierkonzert Fis-Dur: Piers Lane, BBC Scottish Symphony Orchestra, Martyn Brabbins, (mit Charles Villiers Stanford: Klavierkonzert Nr. 1 G-Dur), Hyperion CDA66820
- Overture to an Unwritten Tragedy, An English Suite, Lady Radnor’s Suite, Symphonic Variations: London Symphony Orchestra, London Philharmonic Orchestra, Sir Adrian Boult, Lyrita SRCD220
- The Soul’s Ransom / The Lotos Eaters: Della Jones, David Wilson-Johnson, The London Philharmonic Choir and Orchestra, Matthias Bamert, Chandos CHAN 8990
- I Was Glad: The Cathedral Music of Sir Hubert Parry: Choir of St. George’s Chapel, Windsor, Christopher Robinson, Hyperion CDA66273